# Aspley Heath, Warwickshire
Aspley Heath är en by i Warwickshire i England. Byn är belägen 19,7 km 
från Warwick. Orten har 593 invånare (2015).